# Le Testament
Pour les articles homonymes, voir Le Testament (homonymie).

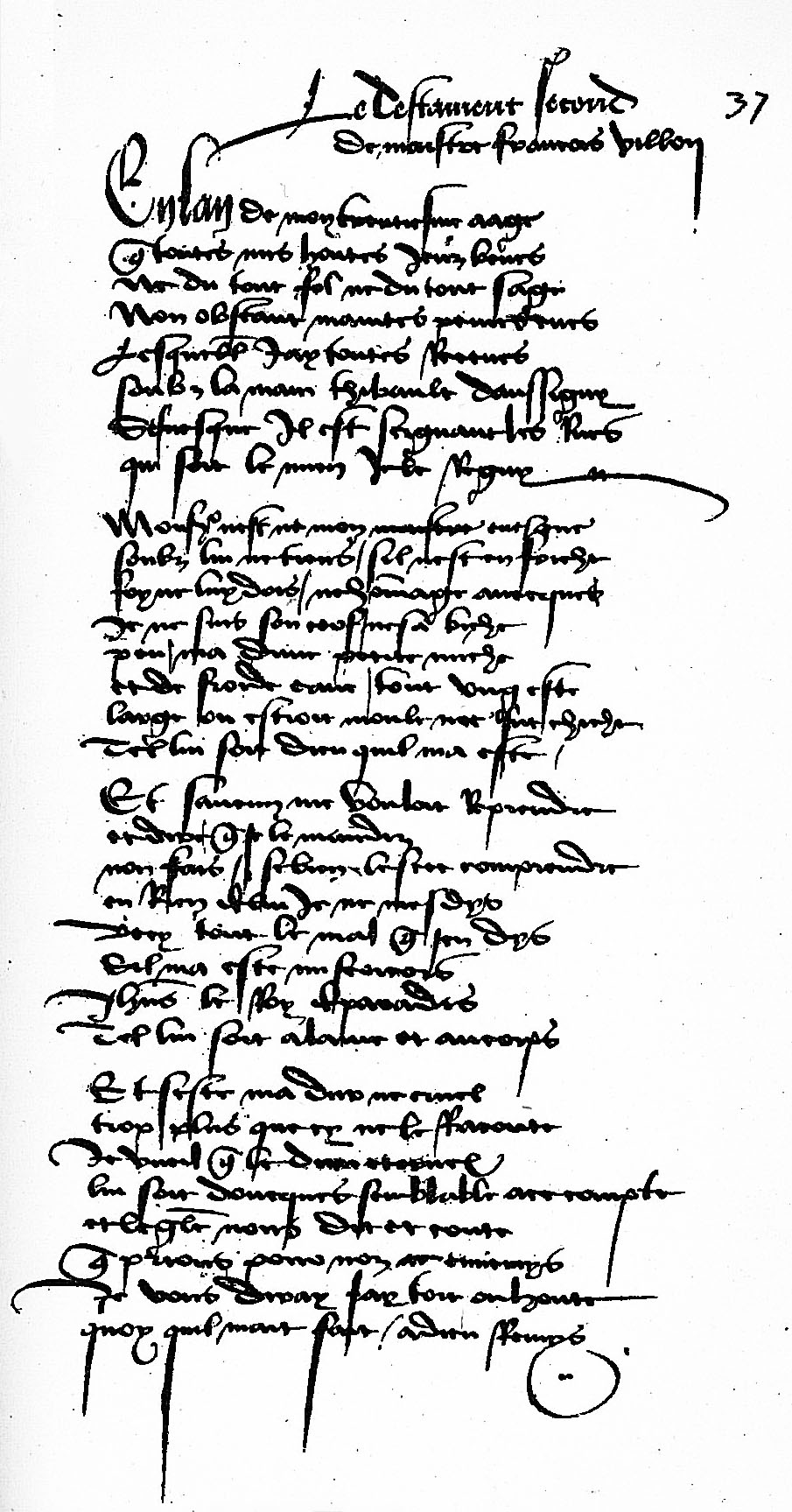
Une page extraite d'un manuscrit supposé de l'auteur, conservé à la Kungliga biblioteket. On y reconnait le nom et le titre, ainsi que les 4 premiers huitains du poème.

Le Testament est une œuvre poétique de François Villon composée en 1461. Riche de plus d'une vingtaine de poèmes relativement autonomes, l'œuvre est majoritairement formée de vers octosyllabiques (mais les pièces lyriques insérées sont tantôt en octosyllabes, tantôt en décasyllabes). Le Testament est considéré comme un fleuron de la littérature médiévale. C'est la plus célèbre œuvre de Villon avec le Lais, dont elle reprend la forme de testament poétique, inspiré de l'écriture juridique, ainsi que de nombreux légataires.
Mais le Testament se distingue du Lais : outre des legs aux légataires les plus divers (des hommes et des femmes du peuple du Paris du XVe siècle, le préfet de police Robert d'Estouteville mais aussi la butte Montmartre), Villon insère dans cette œuvre un ensemble de pièces lyriques. Le Testament est donc un recueil dans lequel figurent de nombreuses ballades célèbres, notamment la Ballade des dames du temps jadis, qui contient le refrain « Mais où sont les neiges d'antan ? », la Ballade des seigneurs du temps jadis ou encore la Ballade pour prier Notre Dame.
Plusieurs pièces lyriques du Testament ont été mises en musique. C'est le cas de la Ballade des dames du temps jadis par Georges Brassens, grand admirateur de Villon et passionné du Moyen Âge tardif, dans son album Le Vent (1953). En 1959, c'est au tour de Félix Leclerc d'endisquer un extrait du Testament. Un autre extrait a été mis en musique par Alain Souchon sur son album À cause d'elle en 2011. Il s'agit du titre Je plain le temps de ma jeunesse.
Le premier vers de l’œuvre « En l'an de mon trenstieme aage » est communément reconnu comme une référence implicite au Roman de la rose dont le premier vers, après l'introduction, est « En l'an vingtieme de mon aage ». Le XVe huitain de l’œuvre, par exemple, ajoutant une référence explicite « Et, comme le noble Romant / De la Rose… »